# Alexandrine Meley

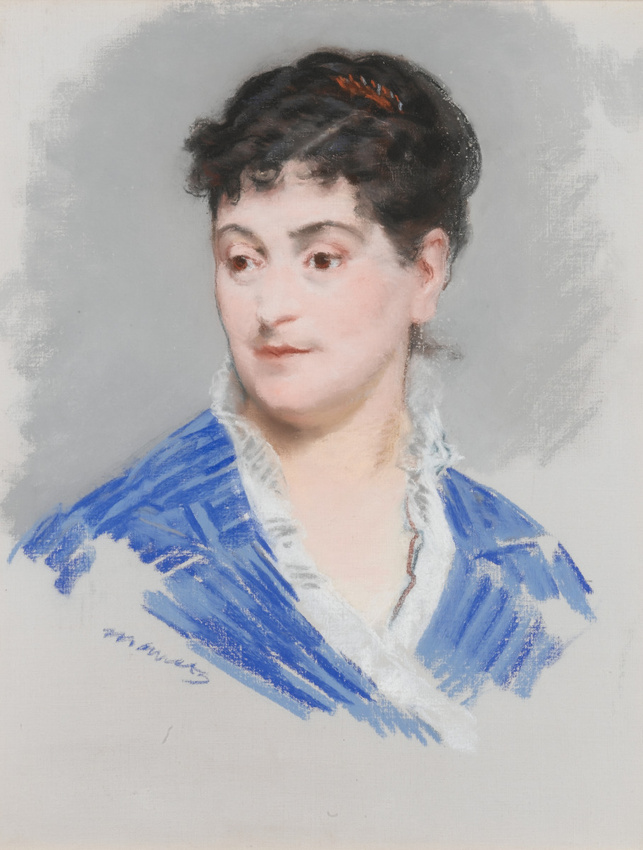
Haar portret in pastel door Édouard Manet

Alexandrine Meley (Parijs, 23 maart 1839 - aldaar, 25 april 1925) was een schildersmodel en de echtgenote van de Franse schrijver Émile Zola.

## Leven en huwelijk
Alexandrine Meley, die ook de roepnaam Gabrielle gebruikte, was van eenvoudige komaf. Haar moeder stierf aan cholera toen Alexandrine nog jong was en omdat haar natuurlijke vader niet voor haar kon zorgen, moest ze uit gaan werken. Ze werd al snel zwanger maar moest haar dochter afstaan omdat ze niet voor haar kon zorgen. Ze begon ook te werken als model voor impressionistische schilders, waaronder Édouard Manet. Langs die weg leerde ze Zola kennen. Zola had ook armoede gekend, maar kwam wel uit een bourgeois-milieu. Alexandrine leerde hem na hun ontmoeting de arbeidersklasse en de zelfkant van de Parijse maatschappij kennen. Na hun huwelijk in 1870 organiseerde ze als uitstekende kok elke donderdag literaire diners om de carrière van haar man vooruit te helpen. Hun huwelijk bleef kinderloos. Ondertussen was Zola verliefd geworden op Jeanne Rozerot, de wasvrouw die Alexandrine zelf had aangenomen en die het koppel vergezelde op hun vakanties naar Médan. Met haar zou Zola twee kinderen krijgen. Alexandrine was op de hoogte van de affaire en regelde zelfs wanneer haar man zijn maîtresse mocht zien. Na de dood van Zola in 1902 waren Alexandrine en Jeanne beiden aanwezig bij zijn huldiging in het Panthéon. En ze nam na de dood van Jeanne de moederrol voor de kinderen waar. Ze zorgde ervoor dat deze kinderen de achternaam Zola konden dragen.

## Model
Alexandrine Meley is te zien als badende figuur op de achtergrond op het beroemde schilderij Déjeuner sur l'herbe van Manet.